# سوبر ديو لقاء الأجيال
سوبر ديو لقاء الأجيال، برنامج أسئلة معلومات عامة والمنافسة بين جيلين ومحاولة التلاقي بين جيلين مختلفين ينتميان لمرحلتين متباينتين. عرض كل يوم سبت على قناة أبو ظبي الأولى. قدمه الفنان السوري أيمن زيدان وابنه نوار زيدان البالغ من العمر 17 عاماً وأول تجربة له في التلفزيون. وهو نسخة العربية للبرنامج التشيلي "Super Duo" الذي تعرضه قناة تي. في. آي. الجائزة المقدمة في البرنامج قد تصل إلى 100.000 درهم إماراتي
بدأ البرنامج في 11 يناير 2009 وتم عرض موسمين منه. سجل البرنامج في استوديوهات شركة آي ماجيك اللبنانية في مدينة بيروت.

## طريقة التسابق في البرنامج
يستضيف البرنامج في كل حلقة ثلاثة ثنائيات مؤلفة من آباء وأبناء من دول عربية مختلفة، ويمثل الآباء مرحلة الجيل السابق والأبناء مرحلة الجيل الحالي. وعبر 
مراحل البرنامج يختبر أيمن زيدان وابنه، مدى التوافق بين الأب وابنه أو ابنته، وبين الأم وولدها أو ابنتها، كما يظهر الثقافة المتباينة بين الجيلين ويكشف نقاط الاختلاف والاتفاق بينهما.
يتألف البرنامج من خمسة مراحل هي: 
- الأولى صراع الأجيال: الجمهور الحاضر في الأستوديو المقسم بين أهل وشباب، يلعب دور الحكم حيث يشارك بالإجابة والتصويت. هذه الجولة مؤلفة من أربعة أسئلة، اثنان للأهل واثنان للشباب. عند سؤال الأهل، جمهور الشباب يقوم بالتصويت وعند سؤال الشباب جمهور اللأهل يصوتون.

المشترك الذي اجبته أقرب إلى أعلى نسبة تصويت، يربح قيمة السؤال التي تبلغ 2.000 درهم إماراتي؛
- الثانية أبجد هوز : الكومبيوتر يختار لكل ثنائي حرف من الأبجدية العربية بحيث تتطرح الأسئلة حسب هذا تسلسل الأبجدية. كل ثنائي لديه 60 ثانية للإجابة على أكبر عدد ممكن من الأسئلة. إذا المشترك لا يعرف الإجابة يمكن ان يقول

كلمة باس للاننقال لسؤال التالي. الإجابة تكون بالتناوب، أي سؤال للأهل وأخر للشباب وقيمة كل جواب صحيح 500 درهم إماراتي. وهذه مرحلة تصفية، يخرج من البرنامج الفريق الحاصل على أقل رصيد؛
- الثالثة بين الأمس واليوم: في هذه المرحلة يتم وضع زجاج عازل يفصل الأهل عن الأبناء وذلك لتجنب الغش وقيمة كل جواب صحيح 3.000 درهم إماراتي. هنا يتم طرح اسئلة ثقافية، فنية، تاريخية من الماضي تعبر عن زمن الأهل للشباب وأسئلة تتعلق بالإنترنت، التكنولوجيا والموسيقا للآباء. كما يمكن ان يكون السؤال على شكل مقطوعة موسيقية أو مشهد من فيلم سينمائي.

بعض إعلان الجواب الصحيح يعرض تقرير يشرح المزيد من المعلومات عن السؤال؛
- الرابعة وجها لوجه : كل ثنائي معه 60 ثانية لتعرف على أكبر عدد ممكن من صور الشخصيات العربية والعالمية، من الحاضر والماضي. قيمة كل إجابة صحيحة 1.000 درهم إماراتي.

ويتأهل ثنائي واحد عقب هذه المرحلة إلى المرحلة الخامسة والنهائية لينافس على جائزة البرنامج. وتتضمن المراحل الخمس مجموعة من الأسئلة والمعلومات العامة التي تظهر مدى التوافق بين جيلين 
مختلفين، تطرح بأسلوب طريف ممزوج بشيء من الجدية.

## المرحلة النهائية
بهذه المرحلة يتم طرح ستة أسئلة تتعلق بالحياة الشخصية والأمور الخاصة إما للآباء أو الأبناء. الثنائي يحدد من سيجيب على الأسئلة واذي طرحت عليه الأسئلة، يحق له أختيار قيمة الإجابة على الشكل التالي:
- 2.000 درهم إماراتي، إذا يعتقد أن الاحتمال ضئيل بأن الآخر سيعرف الجواب الصحيح؛
- 4.000 درهم إماراتي، إذا يعتقد أن الآخر ربما سيجيب بشكل الصحيح؛
- 8.000 درهم إماراتي، إذا يعتقد أن الآخر يدرك الإجابة الصحيحة دون أي شك.

إذا كان الجواب خاطئ، فيخسرون قيمة السؤال الذي تم تحديده من الرصيد التي تم جمعه خلال المراحل السابقة من البرنامج. بعد يعرض عليهم الإجابة على سؤال أخير يمكن من خلاله أن يضاعفوا قيمة الرصيد الإجمالي إذا كانت ال‘جابة صحيحة أو خسارة نصفه إذا كان خطأ. كما بإمكانهم الأنسحاب وأخذ الرصيد الحاصلون عليه.

## الحلقة الأخيرة
في الحلقة الأخيرة والخاصة من البرنامج، تم استضافة ثنائيان فقط من إعلاميين قناة أبو ظبي الأولى هما الإعلامية مي عالم شهاب وابنتها لين والإعلامي عبد الرحيم البطيح وابنته بتول. فازت مي عالم شهاب بهذه الحلقة.

## وصلات خارجية
- لقاء الاجيال برنامج مسابقات يقدمه أيمن زيدان وابنه نوار
- "بابا أيمن (زيدان)... يؤمن بـ«لقاء الأجيال»". الأخبار اللبنانية. ع. 718. 10 يناير 2009. مؤرشف من الأصل في 2009-10-19. اطلع عليه بتاريخ 2018-03-26. {{استشهاد بخبر}}: الوسيط |عمل= و|صحيفة= تكرر أكثر من مرة (مساعدة)